# Pedro Domingo Murillo
Pedro Domingo Murillo is een provincie in het centrum van het departement La Paz in Bolivia. De provincie heeft een oppervlakte van 4705 km² en heeft 1.663.099 inwoners (2012). De hoofdstad is La Paz.
Het huist de administratieve hoofdstad van Bolivia, La Paz, en de grote stad El Alto. De provincie is vernoemd naar de Boliviaanse patriot Pedro Domingo Murillo (1756-1809).
Pedro Domingo Murillo is verdeeld in vijf gemeenten:
- Achocalla
- El Alto
- La Paz
- Mecapaca
- Palca

Abel Iturralde · 
Aroma · 
Bautista Saavedra · 
Caranavi · 
Eliodoro Camacho · 
Franz Tamayo · 
Gualberto Villarroel · 
Ingavi · 
Inquisivi · 
José Manuel Pando · 
Larecaja · 
Loayza · 
Los Andes · 
Manco Kapac · 
Muñecas · 
Nor Yungas · 
Omasuyos · 
Pacajes · 
Pedro Domingo Murillo · 
Sud Yungas